# Противокомариная спираль

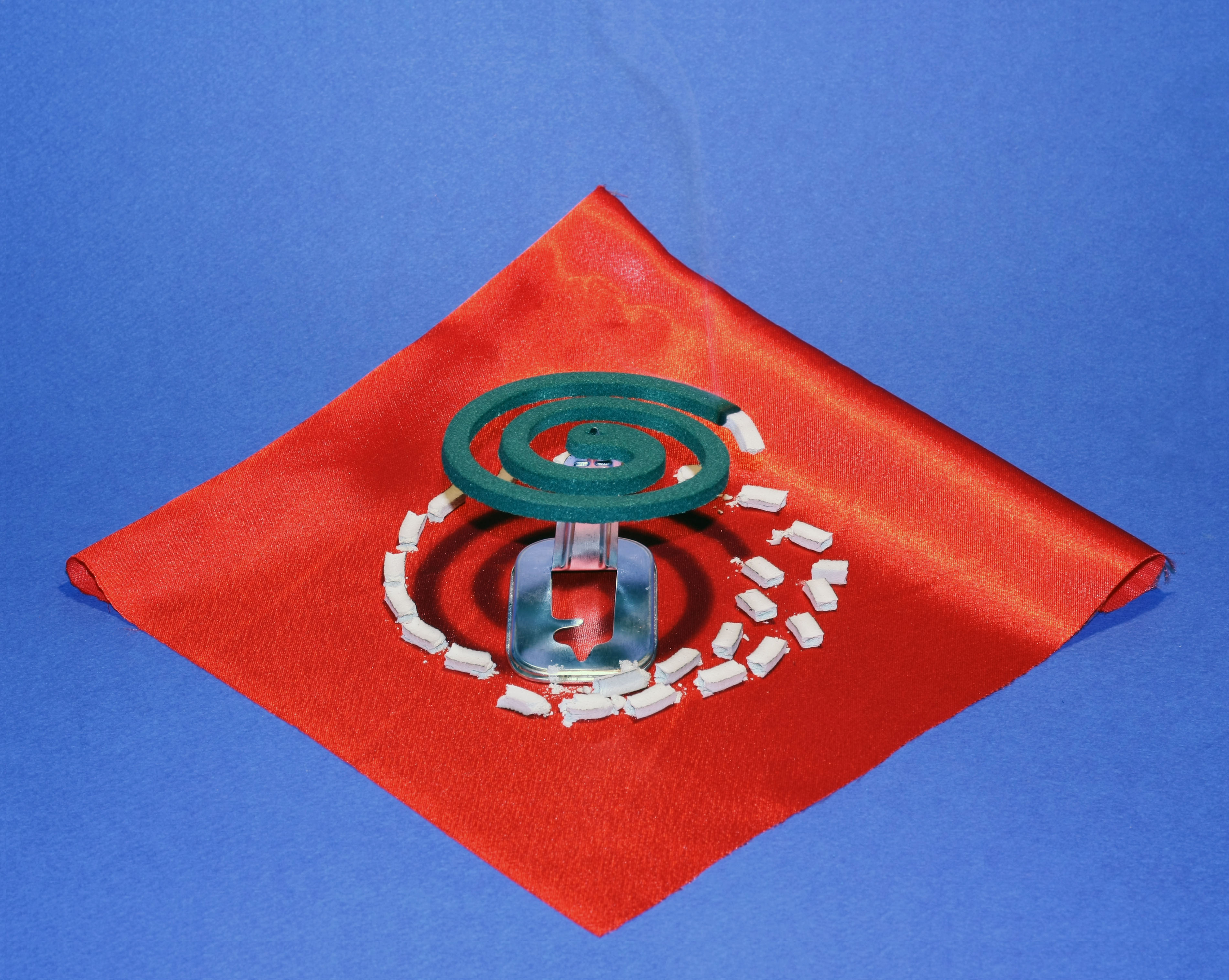
Противокомариная спираль

Противокомариная спираль — благовоние, репеллент от комаров, обычно выполняемый в форме спирали и изготавливаемый из высушенной пасты из пиретрума. Такая спираль либо подвешивается горизонтально за её центр, либо вставляется между двумя огнеупорными сетками, что позволяет ей постоянно тлеть. Тление обычно начинается с внешнего конца спирали, и постепенно продвигается к её центру, производя отпугивающий комаров дым. Типичная противокомариная спираль имеет порядка 15 см в диаметре и тлеет около 8 часов. Они широко применяются в Азии, Африке и Южной Америке.

## Изобретение
Пиретрум веками применялся как инсектицид в Персии и Европе; противокомариная спираль была изобретена в 1890-х годах японским предпринимателем Эйитиро Уэямой (Eiichiro Ueyama). В то время в Японии для отпугивания комаров применялся порошок пиретрума, смешанный с опилками, сжигаемый на жаровне или курильнице. Изначально Уэяма прессовал палочки из крахмала, порошка из сушённой кожуры мандаринов и порошка пиретрума. Однако такие палочки продолговатой формы сгорали всего за 40 минут, чего было недостаточно для продолжительного отпугивающего действия. В 1895 году его жена Юки предложила делать палочки более толстыми и длинными, и придавать им форму спирали. В 1902 году после ряда попыток ему удалось достичь желаемой длительности тления свёрнутого спиралью репеллента путём обрезания толстого бруска благовония до заданной длины с последующим ручным сворачиванием. Этот метод применялся до 1957 года, когда применение машинного прессования сделало возможным массовое производство.
После Второй Мировой войны его компания, Dainihon Jochugiku Co. Ltd, открыла совместные предприятия в ряде стран — в частности, в Китае и Таиланде, — для производства продукции, наиболее подходящей к местным условиям.

## Состав
Активными ингредиентами противомоскитной спирали могут являться:
- Пиретрум — природное сырьё, порошок растения; воздействие средней силы
- Пиретрины — экстракт инсектицидных веществ, содержащихся в пиретруме
- Аллетрин (иногда d-транс-аллетрин) — первый синтетический пиретроид
- Эсбиотрин — форма аллетрина
- Бутилгидрокситолуол (BHT) — необязательная добавка, предотвращающая окисление пиретроидов при тлении
- Пиперонил бутоксид (PBO) — необязательная добавка, повышающая эффективность пиретроидов
- N-октил бициклогептен дикарбоксимид (MGK 264) — необязательная добавка, повышающая эффективность пиретроидов

## Преимущества
Современные противокомариные спирали тлеют до восьми часов. В количественных тестах они показывают примерно 80-процентную эффективность. Противокомариные спирали недороги и просты в обращении, портативны и хорошо сочетаются с обычаем курения благовоных свечей или палочек.

## Недостатки
Противокомариные спирали могут представлять собой определённую опасность. В частности, в 1999 году искры, возникшие в ходе горения противокомариных спиралей, привели к пожару в трёхэтажном общежитии в летнем лагере в Южной Корее; в огне погибло 23 человека, включая 19 детей. Современные исследования показали, что создаваемый при тлении противокомариных спиралей дым может представлять угрозу для здоровья — одна горящая спираль выделяет столько же мелкодисперсных (до 2.5 мкм в диаметре) частиц, как 75-137 сигарет; выделение формальдегида соответствует 51 сигарете.